# Horodyszcze (rejon szeptycki)
Horodyszcze (ukr. Городище; hist. Horodyszcze Bazyliańskie) – wieś na Ukrainie, w rejonie czerwonogrodzkim obwodu lwowskiego. Wieś liczy około 130 mieszkańców.
W II Rzeczypospolitej do 1934 samodzielna gmina jednostkowa. Następnie wieś należała do zbiorowej wiejskiej gminy Parchacz w powiecie sokalskim w woj. lwowskim. W związku z poprowadzeniem nowej granicy państwowej na Bugu i Sołokii, wieś wraz z całym obszarem gminy Parchacz znalazła się w Związku Radzieckim.